# Ruslan Chagayev
Ruslan Shamil ulı Chagayev - no círilico tártaro, Руслан Шамил улы Чагаев (Andijon, 19 de Outubro de 1978) é um pugilista uzbeque de origem tártara.
Tendo participado em duas oportunidades dos Jogos Olímpicos, em 1996 e 2000, Chagaev conquistou o título mundial da WBA em 2007, após vitória sobre Nikolay Valuev por decisão dos juízes, mas sendo considerado pouco tempo depois um "campeão em recesso" após não conseguir colocar seu título em jogo em nenhuma luta devido a uma lesão no tendão do calcanhar-de-aquiles. Após não conseguir uma revanche com Valuev, acabou renunciando ao título. Antes disso, Chagaev também foi campeão mundial amador em 1997, batendo o lendário cubano Félix Savón (sendo o único a derrotá-lo duas vezes), mas perdendo o título pouco tempo depois por ter disputado duas lutas como profissional no ano. Participaria na edição seguinte, onde não conseguiu bons resultados e, em 2001, quando conquistou o título.
Nos tempos de URSS, seu nome era russificado para Ruslan Shamilovich Chagayev (Руслан Шамилович Чагаев, em russo).